# چودولو بینه
چودولو بینه (به لاتین: Çüdülübinə، به آواری: Чудулоб) یک منطقه مسکونی در جمهوری آذربایجان است که در شهرستان زاقاتالا واقع شده است.